# Martin Havik
Martin Havik (De Koog, 15 december 1955) is een Nederlands voormalig professioneel wielrenner. Havik reed in het verleden voor onder meer TI-Raleigh. In 1974 werd Havik Nederlands kampioen op de weg bij de junioren. In 1977 werd hij tweede bij de amateurs. In 1982 werd hij derde op de halve fond (baanwielrennen) voor elite.
In 1983 eindigde Havik als derde op het wereldkampioenschap stayeren.

## Overwinningen
1974
- Nederlands kampioen op de weg, Junioren

1978
- Profronde van Pijnacker

1979
- 3e etappe Vierdaagse van Duinkerken
- Criterium van Nijlen-Kessel

1981
- 2e etappe Ruta del Sol

## Resultaten in voornaamste wedstrijden
| Jaar | Ronde van Italië | Ronde van Frankrijk | Ronde van Spanje |
| ---- | ---------------- | ------------------- | ---------------- |
| 1977 |                  |                     |                  |
| 1978 |                  |                     |                  |
| 1979 |                  |                     |                  |
| 1980 |                  |                     | buiten tijd      |
| 1981 |                  |                     |                  |
| 1982 |                  |                     |                  |
| 1983 |                  |                     |                  |
| 1984 | 129e             |                     | opgave           |

| Jaar | Gent-Wevelgem | Ronde van Vlaanderen | Parijs-Roubaix | Amstel Gold Race | Parijs-Brussel | Waalse Pijl |
| ---- | ------------- | -------------------- | -------------- | ---------------- | -------------- | ----------- |
| 1977 |               |                      |                |                  | 30e            |             |
| 1978 |               |                      |                | 22e              |                |             |
| 1979 |               |                      | 23e            |                  | Brons          |             |
| 1980 | 50e           | 42e                  | 25e            | 41e              |                |             |
| 1981 |               |                      |                |                  |                | 113e        |
| 1982 |               |                      |                |                  |                |             |
| 1983 |               |                      |                |                  |                |             |
| 1984 |               |                      |                |                  |                |             |